# タコ部屋労働
タコ部屋労働（タコべやろうどう）は、主に昭和中期に北海道の非人間的環境下で労働者を身体的に監禁・拘束して行われた過酷な肉体労働である。タコ労働とも呼ばれる。これに類似した状況は九州の炭田地帯の納屋制度にもみられた。
一種の強制労働であるタコ部屋労働は、日本では労働基準法第5条により禁止されている。
また労働で使役された労働者をタコと呼び、タコたちのいわゆる土工部屋はタコ部屋・監獄部屋・人夫部屋とも呼ぶ。
「シェアハウス」「寮」「寄宿舎」を名乗りながら一室の人数比に不適切な部屋や窓先空地が無い「一人部屋」など各種法違反の脱法カプセルルームで貧困ビジネスの囲い屋が斡旋した生活保護費を搾取するさまもタコ部屋と言われることがある。

## 起源

### 語源
語源については下記の説が語られているが、いずれの説も確実なものではない。
1. 一旦岩に吸い付くと死ぬまで離れないタコ（蛸）のように、土工夫もタコ部屋に入ると必死で労働するから[7]。
2. 自らの足を最後の食料とするタコのように前借り金を負った土工夫も代償として自らの肉体と労働力を切り売りするから[7]。
3. 東北地方北部を中心とした他の地域の労働者が、斡旋業者の甘い言葉に乗せられて他人に雇用されるから（他雇）[7]。
4. 労働者が糸の切れたタコ（凧）のように逃亡するから[7][8]。
5. タコ壺のような狭い部屋に押し込められるから[9]。
6. 裸同然で働かされてタコのように全身が赤く見えたから[10]。

### 囚人労働
明治維新後に開拓が始まった北海道で行われていた囚人労働を起源とする。
明治20年代では道路、鉄道建設に必要な屯田兵の労働力が不足し、空知の樺戸集治監や北見の釧路集治監網走分監（後の網走刑務所）などの集治監に収監されている受刑者が従事させられた。
囚人たちが建設に従事させられた。
綱でつながれた囚徒の足には鉄鎖と鉄球がつけられ、冬の豪雪の中でも道路や鉄道の建設、鉱山開発などが行われた。逃亡を図り発見された者は見せしめのためにリンチされた。
起居する粗末な小屋の出入口には鍵がかけられ、逃亡監視のための監視者が置かれた。枕は丸太が一本渡されたもので、起床時には監視員が端を叩く。
この苛酷な囚人労働で死者が続出し、囚人虐待であると批判する意見が出たため、1894年（明治27年）を最後に廃止された。

### 囚人労働の廃止以後
国による施策に代わり、請け負った民間業者は道外も含めて労働者を確保したが、それでも明治30年代以降の北海道における旺盛な土木事業の実施によって慢性的な労働力不足が生じる。
そして囚人労働にかわって登場したのが、本州方面から連れて来た労働者を、山間部や奥地の土工部屋に収容し、道路開削・鉄道建設・河川改修といったさまざまな土木事業に半強制的に駆り立てるいわゆる土工部屋のタコ労働である。
1890年（明治23年）に着工された北海道炭礦鉄道株式会社室蘭線の建設工事でその萌芽がみられたといわれており、その労働の内容は従来の囚人労働と大差ない過酷なものであった。
以降、1910年（明治43年）の北海道第一期拓殖計画、1927年（昭和2年）の北海道第二期拓殖計画では「北海の地獄部屋」などとよばれながらも昭和22年4月労働基準法公布まで存続する。(昭和21年8月　定山渓鉄道　真駒内停車場内　進駐軍キャンプクロフォード関係工事の記録にもある。)日本国有鉄道発行『北海道鉄道100年史　中172p』

## タコ部屋
管理人である親方を最高責任者とし、その下に世話役、帳場、棒頭（ぼうがしら）、取締人という労務管理機構組織が発達した。
工事現場の移転が便利なように、荒削りの松丸太を構造材として柾（薄く割った板）やシラカバの皮で屋根を葺いた天井の無い木造平屋の簡素な建築で、正面の土間を挟んでタコと呼ばれる労働者が生活する部屋と、帳場・日用品販売を行う売店・親方の部屋などが配置されていた。武者窓の小窓以外には、銭湯でみられる番台のようなもので不寝番の見張りが鈴のついた引戸を監視し、逃走防止のために外側から施錠した。
採光や通気が不十分で、薄暗く陰湿な雰囲気を漂わせるこの標準的な土工部屋には70人前後の労働者を収容していた。
1932年（昭和7年）の北海道土工殖民協会設立以後、土工夫を収容したいわゆる土工部屋は大きく2つに分かれていた。
一つは自らの意思で土工夫となった信用人夫を収容した「信用部屋」である。その一方で多くを占めた「タコ部屋」では、「ポン引き」とよばれる募集屋や斡旋屋に集められた労働者（タコ）が、多額の前借り金や募集費の経費回収の意味もあって、契約期間である6か月程度は常に拘束され、不法監禁や暴行、酷使、虐待が日常的に発生していた。
また、古くから上飯台（うわはんだい）、中飯台、下飯台とよばれた非公式的組織もあった。別室で座食する上飯台は棒頭以上のものが属し、一般のタコは立食である下飯台という立場におかれており、模範的なタコは中飯台（腰掛食）に昇進できたとされる。

## 労働条件
冬期間は厳寒な気候によって工事ができない北海道は3〜6か月の契約である場合がほとんどであり、早朝から夜遅くまで体罰を伴う重労働を強いる工事現場が主体であった。
給与は日給制だったが、斡旋業者に半ば人身売買のように売られて低賃金で酷使される労働者は、飲食代を徴収され、身の回りの物もすべてタコ部屋で調達せざるを得なかったためにその低賃金すら残らなかったという。また脱走者は見せしめとして、裸で縛り上げて棒で殴られたり、縛り上げたまま戸外に放置して、蚊やアブに襲わせるなどの凄惨な拷問を受けた。
北海道内から集められた労働者の労働条件は比較的良好とされるが、それでも粗末な食事（特に副食が不足した）を立ったまま摂らされたり、不衛生な環境にもかかわらず、施錠されるため外出不可能だったために健康を損なって脚気や労咳が蔓延しやすく度々集団感染が発生していた。
このあまりにひどい仕打ちに、官憲の見回り時を狙って目前で殺人未遂などを引き起こし、自ら刑務所へ連行するよう訴える者すら現れる有様であったともいわれる。
こうして多くの命が失われ、その遺体は遺棄されることが多かった。タコ部屋自体が山中の人跡未踏の地にあることが多く、運良く脱走に成功しても、山中での遭難等で命を落とすことも少なくなかったようである。しかし、部屋労働者への差別感情が根強く、一般社会に戻れば食事にすら事欠く貧困が待っている時代でもあり、一度は去った者の多くが再びタコ部屋に戻っていったともいわれる。
一方、これほどの収奪を行ってもタコ部屋業者の利益は少なかった。タコ部屋を管理していたのは下請け業者であり、談合や中間搾取などにより、元請業者を通じて政治家に政治献金として利益の多くを吸い取られたためという。多額の政治献金を行っている元請業者や地域の有力者、ピンハネをしているヤクザなどがタコ部屋労働の上部構造として存在したことも、その根絶を妨げる一つの原因であったと言われている。

## 労働者層
単純失業者や貧農が多かったことも事実だが、斡旋業者に「簡単な仕事だから」と騙されるケースが多かったため、幅広い層が労働に従事したと思われる。日韓併合後の朝鮮半島からの出稼ぎ者や、国家総動員法が施行されてからは内地人と同様に外地人も徴用された。世界恐慌時には大学卒のインテリ層や、学費を稼ぐ目的で応募し、斡旋屋に騙されてきた苦学生や書生も珍しくはなかったという。
また、タコを稼業として各地のタコ部屋を渡り歩く者や、タコから部屋の幹部に登用され、戦後も土建業で名を成す者もいた。前者の中には「タコ部屋なら白飯だけはたらふく食える」事や、タコ部屋の年季が明けるとすぐさま斡旋屋に行き、芸妓遊びなどの派手な夜遊びに耽った末に別のタコ部屋に入る生活を繰り返す者もおり、タコを10年も務める頃には特に劣悪なタコ部屋からは巧みに脱走する知恵も会得し、「道内のタコ部屋に比べれば、内地の炭鉱など遊んでいるようなものだった」と述べる古強者まで現れる程であったという。

## 衰退〜生活保護ビジネスにおける「タコ部屋」
非人道的かつ無法地帯のような様相を見せていたタコ部屋労働に対し、大正末期から昭和初期にかけて、土工部屋からの解放運動や労働条件改善を求める運動がおこり、1932年に北海道庁と土木業者が半官半民の北海道土工殖民協会を設立し、土工夫の現場紹介に乗り出したが、上記の理由による政治家の圧力によって労働実態はほとんど改善されることはなかった。官憲による取締りの強化は行われたものの、その後の戦時体制のもとでタコ労働はより強化され、政治家と土建業者との癒着と忖度もあって、結局はタコ部屋労働を戦前の日本人の手で自ら禁止することはできなかった。
タコ部屋労働が禁止されたのは戦後であり、1946年10月2日の『朝日新聞』は、「監獄部屋を直ぐになくせ」と題する社説を掲載し、このような労働が存在することは日本民主化の重大な障害であると述べた。このころ同時に労働運動が盛んになり、労働者の権利が明確化され始めたこと、加えて欧米製の建設重機の導入がすすみ、人海戦術による土木工事も減少したため、瞬く間に減少したといわれる。ただし、非合法なものに関してはこの限りではない。借金が返済できなくなった人などを軟禁し、半ば強制的に危険な労働に当たらせる行為は戦後も頻繁に行われていた。高度経済成長期以降、下火になったといわれており、また現代では労働基準法や暴対法の抜き打ちの立入検査が特に建築現場などに行われているため、以前のようなタコ部屋運営は現実として困難と考えられる。

### 生活保護費を搾取する貧困ビジネス
本来は対象外で不正受給であろうとも生活保護を斡旋し、対象者を賃貸の部屋へ住まわせて生活保護費を搾取する貧困ビジネスを行う囲い屋が登場している。貧困ビジネス施設「ユニティー出発」に入所した過去を持つ長田龍亮が、2016年に実体験をもとに囲い屋による生活保護費搾取の実態、施設運営側の人物像、法廷での戦いをノンフィクションで書いた『潜入 生活保護の闇現場』を出版している。
そのため、 貧困ビジネス規制条例が制定された地方自治体もある。

## タコ部屋労働により建設されたとされる構造物（建造物）
- 常紋トンネル（石北本線）- タコ部屋労働関連の怪談が伝わっている。1970年（昭和45年）になって、金華信号場（旧・金華駅）側のトンネル坑口付近で犠牲者と推定される人骨が50体以上発見されている。また、人柱の存在が伝えられているが、同じく1970年のトンネル内待避所の拡張工事の際に、頭蓋骨を損傷した労働者の遺骨が壁の中から発見されている。トンネル付近には、工事の際に命を落とした労働者の慰霊碑が建つ。
- 名雨線（のちの深名線）、雨竜第一ダム - 朱鞠内湖の展望台に鉄道およびダム工事で命を落とした労働者を慰霊する碑がある。また、幌加内町朱鞠内地区には笹の墓標強制労働博物館がある。
- 越川橋梁（根北線）- 労働者11人が命を落としている。
- 旧・狩勝トンネル（根室本線）
- 藻岩発電所（札幌市南区）- 豊平川の水流を利用した水力発電所。発電所付近に慰霊碑が建つ。
- 浅茅野飛行場（猿払村）
- 尾幌トンネル（花咲線）
- 北海灌漑溝 - 作業中に殉職した人夫は堤防などに埋められたという目撃証言が多数。
- 戸井線（函館市） - 銭亀沢支所管内古川地区の汐泊川付近（第二工区）に30人規模のタコ部屋が設けられていた。昼間のみ人力にて作業し、冬季間は休止していた[21]。

その他北海道内の炭鉱、鉱山、国道、鉄道、ダム、トンネル、用水路など多くの土木工事がこの労働によって行われた。

## タコ部屋労働に関連する事件・騒動

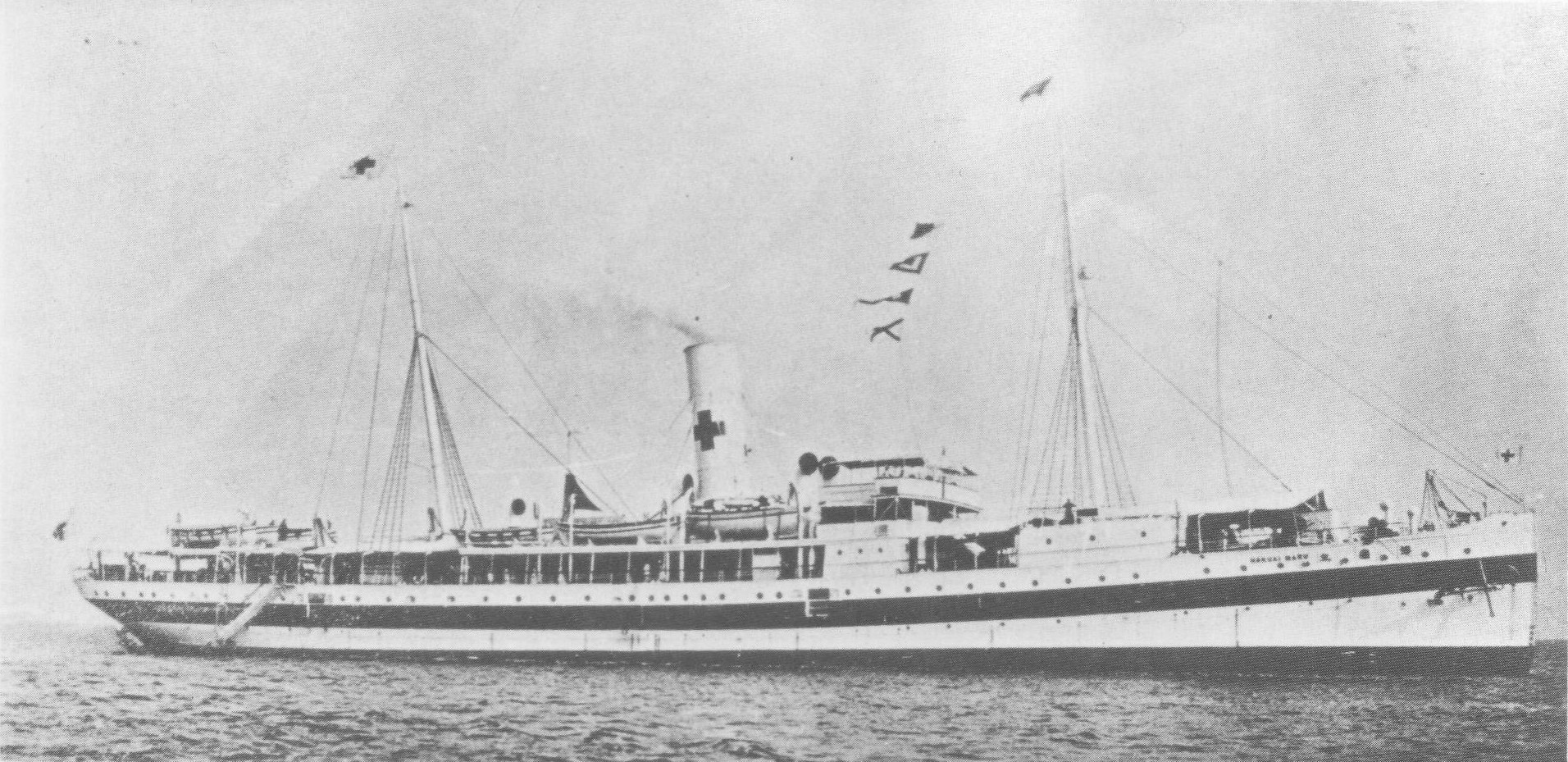
博愛丸事件の舞台となった船舶博愛丸。1926年（大正15年）9月7日、函館日日新聞は「漁夫を起重機で捲き上げたり火刑にしたり俄然暴行事件発覚した蟹工船の博愛丸」という題名の記事を伝えた。戦前、カニ漁の工船「蟹工船」（別名「地獄船」）は鉱山など「陸のタコ部屋」に対して「海のタコ部屋」と呼ばれた（写真は蟹工船となる前、病院船であった時期のもの）。

- 野田醤油労働争議（1922年 - 1928年）
- 中津川朝鮮人労働者虐殺事件（1922年7月）
- 博愛丸事件（1926年）
- 花岡事件（1945年6月）
- 山梨キャンプ場殺人事件（1997年 - 2003年）

## タコ部屋労働を題材・描写にした作品

### 小説
- 沼田流人「血の呻き」（1923年）

複数回発禁となった。2010年 札幌郷土を掘る会が「札幌民衆史シリーズ11」として、「血の呻き」のタコ部屋労働部分を復刻し出版した。
- 羽志主水『監獄部屋』（1926年）

北海道のタコ部屋現場で虐待される労働者たち。そこへ強制労働の調査のため当局の査察団が来訪した……日本の探偵小説の中でも古典的名作の1つとされる短編サスペンス小説。タコ部屋労働の残虐な実態を背景にしたショッキングな結末は高く評価され、探偵小説のアンソロジーにたびたび採録されてきた。作者は開業医を本業とする寡作なアマチュア作家だったが、青年時代には幸徳秋水らとも親交があり、社会問題の実態に造詣が深かった人物である。創元推理文庫 日本探偵小説全集 (11) 名作集 1 に収載され、2018年現在でも刊行されている。ISBN 4488400116（青空文庫での収録）。
- 小林多喜二『蟹工船』（1929年）

博愛丸事件を題材にした。
- 小檜山博「黯い足音」（1976年）

### 漫画
- ちばてつや『男たち』（1982年1月 - 1983年7月、コミックモーニング、講談社）

借金返済のためタコ部屋に送り込まれるノミ屋のノミ倉。面会に向かった仲間たちと現場監督のあいだでひと騒動が繰り広げられる。
- カイジ
  - 賭博黙示録カイジ - ギャンブル借金返済のために帝愛グループが経営する土砂採石場で過酷な作業を強いられる伊藤カイジと仲間たちが描写されている。
  - 賭博破戒録カイジ - 第3章「欲望の沼」は非合法のタコ部屋を舞台に話が展開する。
- 闇金ウシジマくん - タコ部屋を題材に展開するエピソードがある。
- 怨み屋本舗 - 主人公たちが悪人を社会抹殺して懲らしめるための場所として使用することがある。